# Constitución de Brunéi (1959)
La constitución de Brunéi de 1959 es un texto legal que rige el mencionado país.

## Historia
La Constitución fue promulgada el 29 de septiembre de 1959 y continúa en vigor pese a los diversos cambios que ha tenido el país.En el momento de la promulgación, Brunéi era un protectorado británico. Así el texto establecía que Brunéi era un sultanato islámico bajo protección británica. En diciembre de 1962, tras una rebelión armada, se suspendió el Consejo Legislativo y se creó un Consejo de Emergencia de catorce miembros y que aún incluía al alto comisario británico. La Proclamación de Emergencia de 12 de diciembre de 1962 se renovó cada dos años hasta 1984. El tratado con Gran Bretaña fue renegociado y uno nuevo entró en vigor en 1979. El sultanato alcanzó la independencia el uno de enero de 1984.Una nueva Proclamación de Emergencia entró en vigor el 8 de marzo de 2004.
Con las modificaciones sucesivas hasta 2006, Brunéi -oficialmente Brunei Darussalam- es un estado soberano en el que la religión islámica sigue siendo la oficial.
El Legislativo fue suspendido nuevamente en 1984, momento en que el sultán comenzó a gobernar mediante decretos de emergencia; siendo el único con poder para enmendar la legislación. En conjunto, desde 1962, no ha habido elecciones.

## Características generales
Esta constitución no incluye ninguno de los conceptos sobre los que se asienta el constitucionalismo moderno. No hay mención a la soberanía popular, declaración de derechos, separación de poderes, estado de derecho o límites de la acción del gobierno. El profesor de Derecho Público y Derecho Constitucional Comparado Rainer Grote apunta que «la principal función de la Constitución es dar una base estatutaria a los poderes ilimitados del Sultán ... Es una constitución solo en nombre, pero no en esencia».
El Preámbulo declara que el texto constitucional es producto del ejercicio de las prerrogativas del sultán. Las provisiones constitucionales pueden ser cambiadas o revocadas por el sultán a su libre voluntad (Artículo 85.1). Antes de ejercer estos poderes de enmienda ha de consultar al Consejo Privado, pero la opinión de este consejo no es de obligado cumplimiento (Artículo 85.2). Bajo la Constitución, el sultán disfruta de inmunidad frente a demandas legales (Artículo 84B) y no hay revisión judicial de ningún acto u omisión tanto del sultán como de los que ejerzan funciones públicas en su nombre (Artículo 84C).

## Estructura
El texto constitucional, según su versión revisada de 2006, se compone de un Preámbulo (Preamble), doce Títulos (Parts) y tres anexos (Schedules).
El Preámbulo expone los motivos e intenciones de la redacción del texto.
El Título I se califica como preliminar. Explica la denominación oficial del texto, realiza una definición de algunos términos que se usan en el mismo y establece normas para su interpretación.
El Título II se refiere a la religión y a los usos y costumbres (Adat Istiadat).
El Título III trata sobre la Autoridad Ejecutiva, mientras que el Título IV lo hace sobre el Consejo Privado.
El Título IV A habla sobre la Junta de Perdón (Pardons Board) y de la Prerrogativa de Clemencia (Prerogative of Mercy).
El Título V trata del Consejo de Ministros, mientras que el Título VI se encarga del Consejo Legislativo. La Legislación y los procedimientos del Consejo Legislativo se recogen en el Título VII.
El Título VIII habla de las Finanzas. El Título IX trata del Funcionariado (Public Service).
El único artículo que compone el Tïtulo X trata del Sello del Estado.
El Título XI, que lleva por nombre Miscelánea (Miscellaneous) recoge disposiciones sobre diversos temas como puesta en vigor de la norma, lengua oficial, estado de emergencia, Fiscal General o efectos de la Constitución sobre las prerrogativas del sultán.
El Primer Anexo recoge las fórmulas de juramento de una serie de cargos. El Tercer Anexo enumera una serie de cargos que están sujetos al Artículo 84A, esto es, que han de ser «ciudadanos de Brunei Darussalam de raza malaya que profesen la religión islámica.»
El Segundo Anexo desarrolla el Artículo 24.1 sobre la composición del Consejo Legislativo.

## Jefe del estado

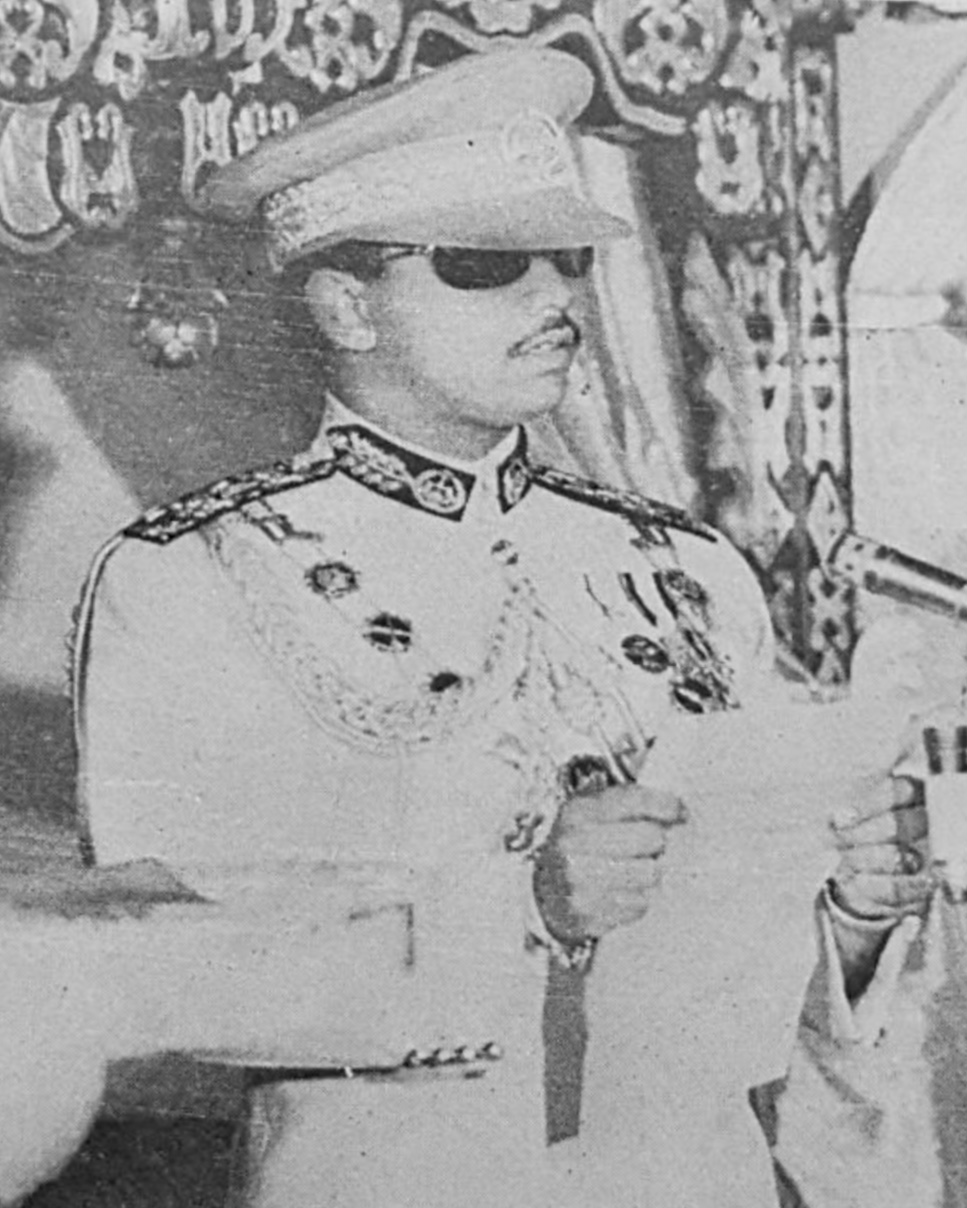
Hassanal Bolkiah, Sultán y Yang Di-Pertuan desde 1967

El título ostentado por el jefe del estado de Brunéi es «Sultán y Yang Di-Pertuan». La expresión malaya Yang Di-Pertuan, cuyo significado es jefe del estado, se utiliza también en los textos en inglés.
El sultán de Brunéi es sucesor de Omar Ali Saifuddien III según la Proclamación de Sucesión y Regencia de 1959, texto que la constitución reconoce como fuente a ciertos efectos.
El sultán es la máxima autoridad de Brunéi, lo que se refleja en numerosas provisiones constitucionales. Por ejemplo, aunque para las costumbres y normas consuetudinarias del país existe un consejo asesor, el Majlis Mesyuarat Adat Istiadat, la propia constitución manifiesta que la opinión del mismo no es vinculante para las decisiones que adopte el sultán. Los miembros del consejo dependen para su nombramiento o cese de la voluntad del sultán. Un sistema similar, como se expondrá, sucede con los temas religiosos.
El Título III declara que el poder ejecutivo ha de ser ejercido por el sultán. Esto incluye tanto el cargo de Primer Ministro como el de Comandante Supremo de las Fuerzas Armadas.El nombramiento de ministros y viceministros, así como la definición de sus responsabilidades, también es de su competencia exclusiva.
El jefe del estado también tiene la absoluta prerrogativa en materia de clemencia, y aunque existe una Junta de Perdón, el sultán no está obligado a actuar de acuerdo con la misma. De hecho, se ha dado circunstancias, como la Orden S 15/06 de 21 de febrero de 2006 de Suspensión de la Constitución de Brunei Darussalam, que suspendieron la actividad de la junta.
El sultán y Yang Di-Pertuan ha de tener el poder de hacer leyes, según el Título VII de la Constitución de Brunéi Darussalam.

## Religión oficial
El Título II declara la religión islámica como la oficial del país, si bien permita la práctica de otras religiones «en paz y armonía». En el Título I se precisa que las referencias a la religión islámica se entienden a la secta shafeíta del sunnismo.
El líder religioso de Brunéi es el propio sultán. El texto contempla la existencia de un Consejo Religioso cuya responsabilidad es asesorar al sultán en lo referente a la religión islámica. Sin embargo, se contempla que el jefe del estado, tras consulta con el consejo, no necesariamente siga los consejos del mismo.
El Título III dice que los ministros y viceministros han de ser de «raza malaya» y de religión musulmana, si bien el sultán puede hacer excepciones.

## Idioma oficial
El Artículo 82 establece el malayo como lengua oficial. Sin embargo en su punto 2 añade que los documentos que hayan de publicarse por motivos legales habrán de ir acompañadoos de una versión en inglés. En caso de conflicto entre las versiones prima la malaya (Artículo 82.3).

## Instituciones

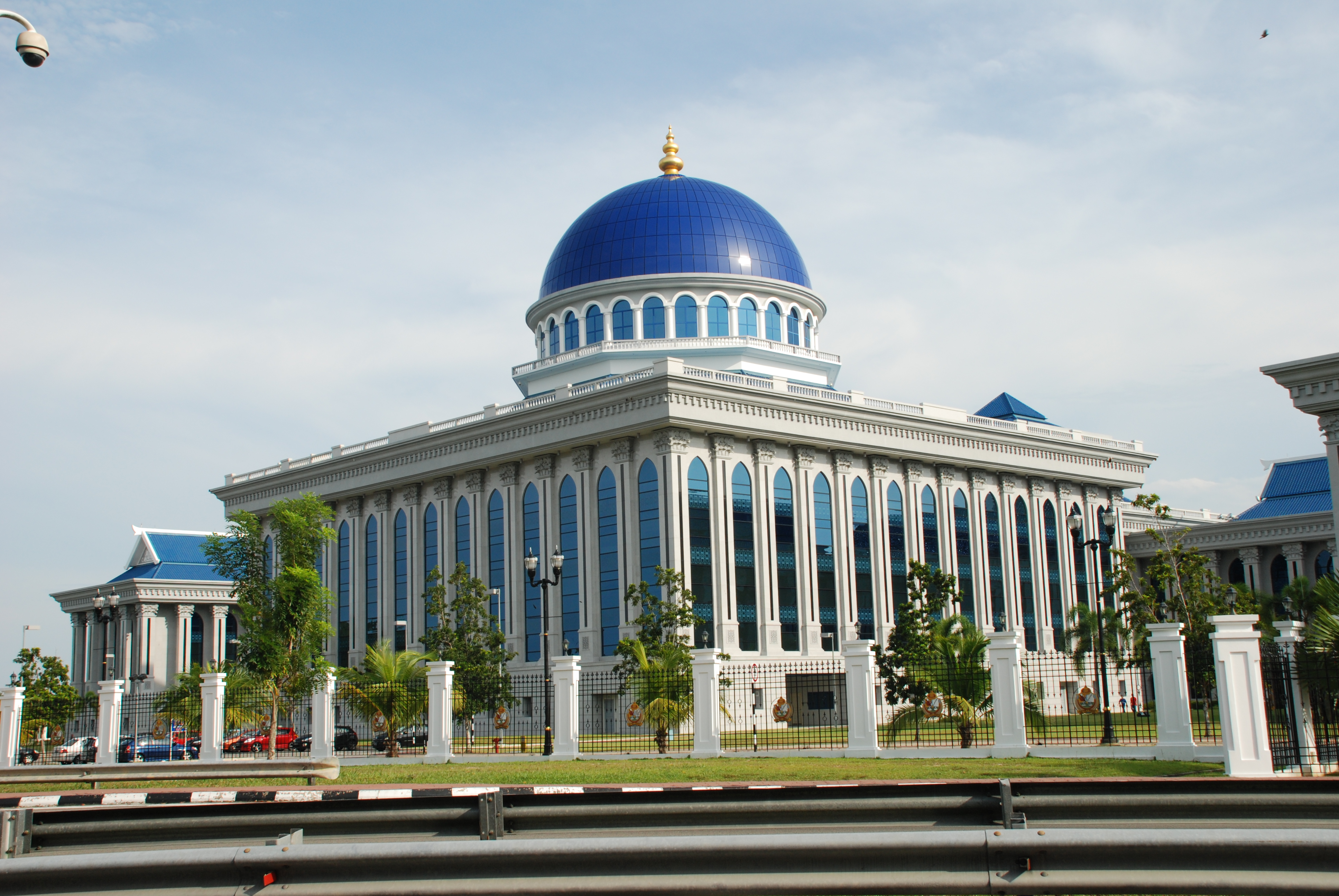
Sede del Consejo Legislativo

El texto contemplaba la existencia de un Consejo Privado (Privy Council) de ocho miembros que asesoraba al sultán. También establecía un Consejo de Ministros de 14 miembros y que incluía al alto comisario británico. Junto a ellos figuraba un Consejo Legislativo de 20 miembros electivos más un portavoz designado por el sultán.
Estos tres órganos se vieron modificados tras la independencia del sultanato en 1984. El Consejo Privado y el Consejo de Ministros fueron disueltos y reemplazados por un gabinete de siete miembros presidido por el propio sultán. Respecto al Consejo Legislativo, aunque se mantuvo, sus miembros pasaron a ser todos ellos designados por el sultán, sin elecciones.
En septiembre de  2004, se restauró el Consejo Legislativo fue restaurado y se designaron 21 miembros, sin que hubiera un calendario previsto para la elección de los quince miembros electivos. En septiembre de 2005 el sultán disolvió el Consejo Legislativo y designó 29 nuevos miembros.
Los miembros del Consejo de Ministros son designados, como se ha dicho, por el sultán, el cual también define sus responsabilidades. Si bien el Título V contempla la obligación, en términos generales, de que el sultán informe al consejo, al tiempo exime al jefe del estado de la obligación de seguir sus indicaciones.
El Consejo Legislativo, que durante años no tuvo existencia, tiene poder de legislar, pero lo comparte con el sultán, el cual además tiene capacidad de saltar sus decisiones y bloquear sus propuestas, así como de nombrar y cesar a sus miembros. Las plazas electivas del Consejo Legislativo, previstas por la Constitución, no se han cubierto.